# Свердловская агломерация
Свердловская (Должанская) агломерация (укр. Свердловська (Довжанська) агломерація) — городская агломерация в Луганской области Украины с центром в г. Свердловск (Должанск), расположенная на юге Луганской области.
Агломерация расположена на перепутье главных транспортных путей, является крупным топливо-энергетическим центром, центром умеренно развитого сельскохозяйственного района, химической и машиностроительной промышленности. 
Включает в себя три города:
- Свердловск (Должанск)[1] — 65,3 тыс.
- Червонопартизанск (Вознесеновка)[1] — 15,7 тыс.
- Шахтерское — 3,7 тыс.

А также один район:
- Свердловский (Должанский) район[1]

На данный момент территория агломерации находится под российской оккупацией.